# Phyllopteryx
A Phyllopteryx a sugarasúszójú halak (Actinopterygii) osztályának pikóalakúak (Gasterosteiformes) rendjébe, ezen belül a tűhalfélék (Syngnathidae) családjába tartozó nem.

## Tudnivalók
A Phyllopteryx-fajok az Indiai-óceán délkeleti részén - a típusfaj a Csendes-óceán délnyugati részén is - fordulnak elő. A legnagyobb hosszuk 25,9-46 centiméter közötti.

## Rendszerezés
A nembe az alábbi 2 faj tartozik:
- Phyllopteryx dewysea Stiller, Wilson, & Rouse, 2015
- Phyllopteryx taeniolatus (Lacepède, 1804) - típusfaj